# Державна служба прикордонної охорони Литви
Державна служба прикордонної охорони Литви (лит. Valstybės sienos apsaugos tarnyba, VSAT) — державний орган, який займається охороною кордонів Литовської Республіки на суші, в Балтійському морі та в Куршській затоці, і є підпорядкованим Міністерству внутрішніх справ Литовської Республіки. Цей орган є частиною Frontex — агентства з охорони зовнішніх кордонів країн-членів Європейського Союзу. Під охороною відомства знаходиться приблизно 1070 кілометрів зовнішнього кордону Європейського Союзу: 680 кілометрів з Білоруссю та 390 кілометрів з Калінінградською областю (ексклав Російської Федерації).

## Історія

### 1920—1940
Після проголошення незалежності Литовської Республіки 16 лютого 1918 року, перед новоствореною державою постало завдання охорони власних кордонів. Це було непросте завдання, оскільки кордони весь час змінювалися (Литва забрала собі Клайпедський край в 1923 році і мала суперечку із Польською Республікою щодо належності Віленського краю). Добре сформованих органів охорони не було, тому в різні часові періоди завдання охорони кордону брали на себе митниця та патрульна охорона, міліція та армія.
Формування першого прикордонного полку почалось 1 лютого 1920 року. Пізніше, 26 січня 1922 року, міністр оборони Литви Йонас Шимкус видав наказ про встановлення 29 червня Дня прикордонних полків. Прикордонні полки охороняли кордон до 18 червня 1923 року, коли в Клайпедському краї була сформована Державна прикордонна поліція. Згодом прикордонні полки, які були частиною Міністерства оборони, були розформовані, і з 1 січня 1924 року охороною литовського кордону зайнялась прикордонна поліція, підпорядкована Міністерству внутрішніх справ. До першої радянської окупації Литви чисельність литовської прикордонної поліції була незначною: 1656 осіб у 1931 році та 1934 особи у 1933 році.
Прикордонна поліція виконувала свої обов'язки до червня 1940 року, коли Радянський Союз окупував Литву. Після остаточної окупації та включення Литви до складу СРСР, більшість прикордонників зазнали переслідувань, прикордонна поліція була розформована, а Червона армія взяла під контроль кордон з нацистською Німеччиною. Ближче до кінця Другої світової війни СРСР вдруге окупував Литву. За часів окупації радянські військові охороняли лише литовський кордон із Польською Народною Республікою.

### Боротьба за незалежність 1990—1991
Після того, як Литва відновила свою незалежність 11 березня 1990 року, їй довелося самостійно забезпечувати захист і недоторканність своїх кордонів. Постановою від 3 квітня 1990 року Верховна Рада Литви (перехідний орган між Верховною Радою Литовської РСР та сучасним Сеймом Литовської Республіки) доручила Раді міністрів створити Департамент оборони, тим самим започаткувавши формування нових органів охорони державного кордону. 10 вересня 1990 року уряд постановив створити при Міністерстві оборони службу, яка мала б забезпечувати захист литовських кордонів. Рівно через місяць, 10 жовтня 1990 року уряд ухвалив постанову про створення 61-го прикордонного пункту. Ці пункти мали розпочати роботу до 19 листопада, однак через брак ресурсів та персоналу не всі з них працювали належним чином.
Радянські силовики, в основному ОМОН, проводили кампанію проти беззбройних литовських прикордонників: спалювали та розбивали приміщення прикордонників, викрадали та ламали автомобілі, били та переслідуванли самих прикордонників. 19 травня 1991 року Гінтарас Жагуніс, офіцер на прикордонному пункті пропуску Кракунай на литовсько-білоруському кордоні, був застрелений під час виконання службових обов'язків. 31 липня 1991 року під час нападу ризького ОМОНу на прикордонний пункт Мядінінкай було вбито семеро литовських офіцерів. Єдиний виживший під час цього литовський прикордонник, Томас Шернас, став інвалідом. Напади на литовські прикордонні пункти тривали аж до серпневого путчу в Москві 23 серпня 1991 року.

### Після 1991 року
Коли останній радянський солдат покинув Литву 31 серпня 1993 року, прикордонна служба була вже добре сформована. 18 липня 1994 року литовський уряд ухвалив постанову, якою Державну прикордонну службу при Міністерстві оборони було реорганізовано в Департамент прикордонної поліції Міністерства внутрішніх справ. Як і в міжвоєнний період, охорона литовських кордонів стала обов'язком прикордонної поліції.
Після відновлення системи охорони кордону необхідно було визначити правовий статус державного кордону та провести його демаркацію. Договір про відновлення державного кордону між Литвою та Латвією був підписаний 29 червня 1993 року. Наступним був договір про державний кордон з Республікою Білорусь 6 лютого 1995 року, укладення та підписання якого потребувало значних дипломатичних зусиль. Того ж року подібний договір був підписаний з Польщею.[ Договір про делімітацію державного кордону між Литвою та Російською Федерацією було підписаний в Москві 24 жовтня 1997 року.
Прикордонна поліція проходила через реорганізацію в 1997, 2000 і в 2001 роках. 22 лютого 2001 року уряд вирішив реорганізувати Прикордонну поліцію в Державну службу прикордонної охорони. Під час підготовки до реорганізації ухвалили велику кількість нормативно-правових актів, які регулюють діяльність прикордонної служби. Серед них найвизначнішими є Закон про Державну службу прикордонної охорони та Закон про державний кордон і його охорону. До реорганізації, статус Прикордонної поліції та порядок її роботи регулювалися законами про поліцію, про державну службу та іншими, а також Статутом служби в системі внутрішніх справ. Ці нормативно-правові акти більше стосувалися загальної діяльності поліції. Після завершення реорганізації, Державна служба прикордонної охорони почала виконувати свої функції з охорони кордону починаючи з 1 травня 2001 року.
Литва стала членом Європейського Союзу 1 травня 2004 року та Шенгенської зони 21 грудня 2007 року. Литовський кордон з Росією та Білоруссю став зовнішнім кордоном ЄС та Шенгенської зони. Паспортний контроль на кордонах з Латвією та Польщею було скасовано, а на кордонах з Росією та Білоруссю, навпаки, посилено.
До 1 жовтня 2019 року під охороною прикордонників перебувала Ігналінська АЕС, яка розташована зовсім поруч із місцем, де зустрічаються кордони Литви, Латвії та Білорусі.

### Міграційна криза 2021 року
У попередні роки, до кризи, кількість нелегальних мігрантів, які потрапляли на територію Литви з території Білорусі не перевищувала сотні. Однак, у червні 2021 року кількість затриманих нелегальних мігрантів зросла до 470, а потім і до декількох тисяч наступного місяця. Литовський уряд заявляв що білоруська влада заохочувала нелегальну міграцію з Іраку та Сирії до Литви та Польщі, організовуючи групи біженців і допомагаючи їм нелегально перетинати білорусько-литовський та білорусько-польський кордон. Такі дії були відповіддю на санкції ЄС проти Білорусі, які були введені за фальсифікації на президентських виборах в 2020 році, репресії проти опозиційних активістів та захоплення літака Ryanair. Перекидання людей через кордон здійснювалось за активної допомоги білоруських прикордонних служб.
Ця криза була серйозним викликом як для Державної служби прикордонної охорони Литви, так і для литовської держави в цілому, оскільки в Литви не було ні досвіду дій в подібних ситуаціях, ні достатньо розвиненої інфраструктури для розміщення величезної кількості біженців. 10 листопада 2021 року Литва оголосила надзвичайний стан на кордоні з Білоруссю.
Наприкінці серпня 2022 року завершено будівництво фізичного бар'єру (огорожу та ріжучій дріт) на  ділянці, завдовжки 502-й км кордону між Литвою та  Білоруссю. Проєкт здійснювала компанія «EPSO-G».

## Завдання та функції
Завданнями Державної служби прикордонної охорони Литви є:
- Забезпечення недоторканості державних кордонів та реалізація державної політики в сфері охорони державного кордону;
- Забезпечення виконання міжнародних договорів, законів та інших правових актів Литовської Республіки щодо правового режиму державного кордону, відповідно до своєї компетенції;
- Забезпечення в межах своєї компетенції попередження, виявлення та розслідування кримінальних злочинів (зокрема незаконного перетину кордону) та інших правонарушень, захист прав і свобод людини, громадського порядку та громадської безпеки.

Функціями прикордонної служби є:
- Охорона державного кордону на суші, в морі, в Куршській затоці та у територіальних водах;
- Здійснення контролю осіб та транспортних засобів, які перетинають державний кордон;
- Забезпечує правовий режим кордону і, відповідно до своєї компетенції, режим пунктів прикордонного контролю;
- Бере участь у здійсненні державного міграційного контролю;
- Бере участь у забезпеченні державного митного режиму, відповідно до своєї компетенції;
- Бере участь у пошуково-рятувальних операціях на морі, у Куршській затоці та у територіальних водах;
- Бере участь у забезпеченні громадського порядку та виконує інші правоохоронні функції на прикордонних територіях;
- У складі Збройних сил Литви захищає державу під час війни;
- Виконує інші функції, покладені на неї законами та іншими правовими актами.

## Структура

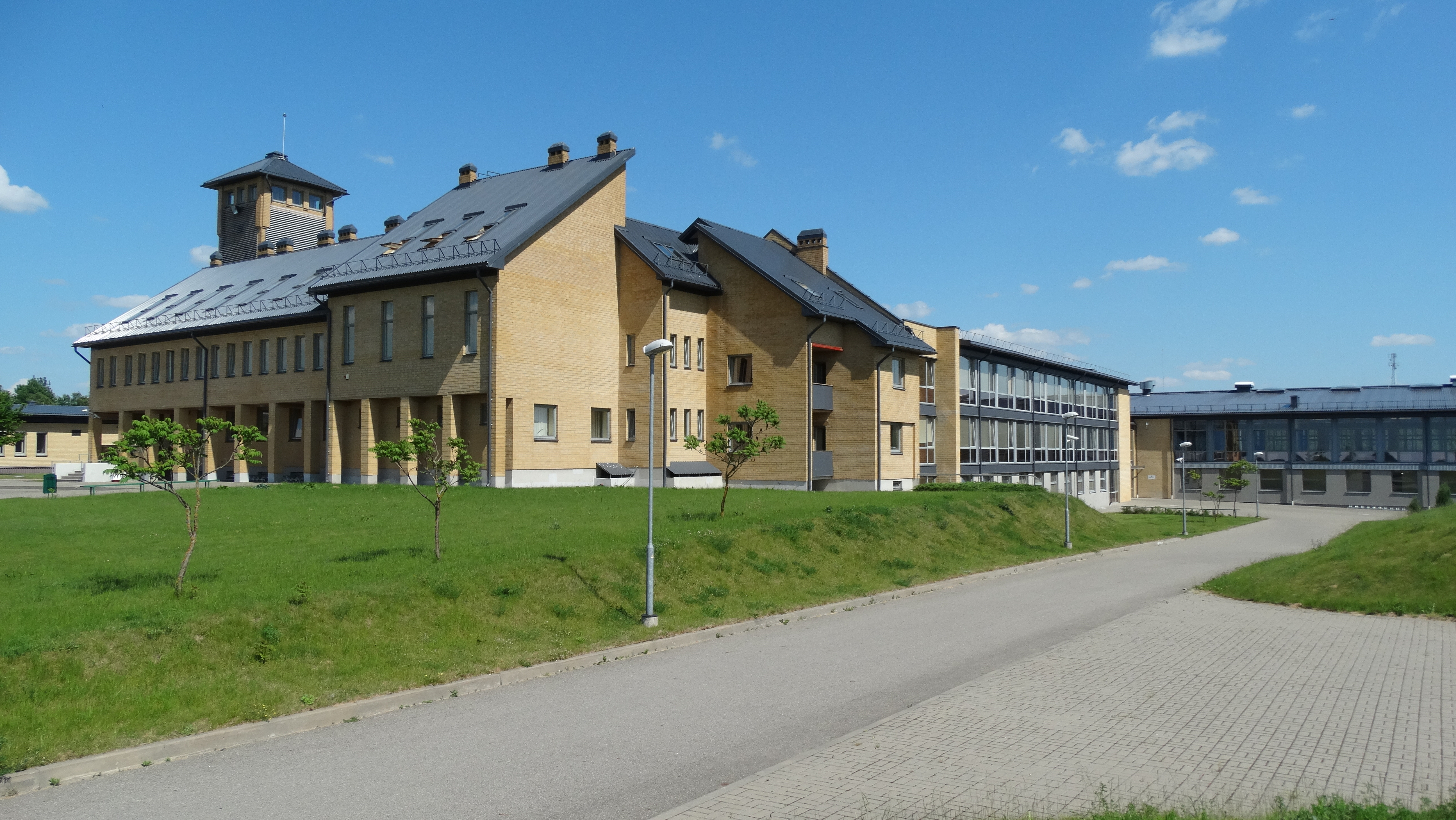
Прикордонна академія в Мядінінкай

Державна служба прикордонної охорони Литви поділена на три прикордонних загони:
| Логотип | Назва                           | Зона відповідальності                                                                            |
| ------- | ------------------------------- | ------------------------------------------------------------------------------------------------ |
|         | Вільнюський прикордонний загін  | Північна частина кордону з Білоруссю, кордон з Латвією                                           |
|         | Варенський прикордонний загін   | Південна частина кордону з Білоруссю, кордон з Польщею                                           |
|         | Пагегяйський прикордонний загін | Кордон з Росією (Калінінградська область), морський кордон в Балтійському морі, кордон з Латвією |

До складу Державної служби прикордонної охорони Литви входить Прикордонна академія в Мядінінкай. В складі Пагегяйського прикордонногу загону функціонує Берегова охорона Литви.
Раніше існували інші прикордонні загони: Ігналінський прикордооний загін був приєднаний до Вільнюського в 2020 році, Лаздияйський прикордонний загін був розформований в 2016 році, а Шяуляйський в 2010 році.

## Пропускні пункти
- Тверячюс — Відзи
- Адутішкіс — Мольдевичі
- Папелекіс — Линтупи
- Пренай — Кемелишки
- Лаворішкес — Котлівка
- Шумскас — Лоша
- Мядінінкай — Кам'яний Лог
- Уреляй — Клявіца
- Кракунай — Гераньони
- Шальчинінкай — Беняконі
- Ейшишкес — Дотишки
- Ракай — Пятюлівці
- Латежеріс — Поріччя
- Раїгардас — Привалки

- Кібартай — Чернишевське
- Панямуне — Совєтськ

В аеропортах:
- Вільнюський міжнародний аеропорт
- Каунаський міжнародний аеропорт
- Паланзький міжнародний аеропорт
- Шяуляйський міжнародний аеропорт

В портах:
- Порт Клайпеди

Відповідно до Шенгенської угоди, кордон з Латвією та Польщею можна перетнути в будь-якій точці в будь-який момент, без проходження прикордонного контролю.

## Командувачі
1. Віргініюс Чеснулявічюс (1990–1991)
2. Станісловас Станчікас (1991–1992)
3. Йонас Альгімантас Паужоліс (1992–1994)
4. Станісловас Станчікас (1994–1996)
5. Аудроніус Бейшис (1996–1998)
6. Альгімантас Сонгайла (1998–2004)
7. Юргіс Юргеліс (2004–2005)
8. Саулюс Стріпейка (2005–2010)
9. Вайніус Бутінас (2010–2015)
10. Ренатас Пожела (2015-2019)
11. Рустамас Любаєвас (з 2019)

## Звання
| Категорія       | Вищі офіцери | Старші офіцери | Старші офіцери          | Старші офіцери | Молодші офіцери | Молодші офіцери        | Молодші офіцери | Підофіцери               | Підофіцери    |
| --------------- | ------------ | -------------- | ----------------------- | -------------- | --------------- | ---------------------- | --------------- | ------------------------ | ------------- |
| Погони          |              |                |                         |                |                 |                        |                 |                          |               |
| Звання          | Генерал      | Полковник      | Підполковник            | Майор          | Капітан         | Старший лейтенант      | Лейтенант       | Старший унтерофіцер      | Унтерофіцер   |
| Литовська назва | Generolas    | Pulkininkas    | Pulkininkas leitenantas | Majoras        | Kapitonas       | Vyresnysis leitenantas | Leitenantas     | Vyresnysis puskarininkis | Puskarininkis |
| Класиф. НАТО    | OF-6         | OF-5           | OF-4                    | OF-3           | OF-2            | OF-1B                  | OF-1A           | OR-6                     | OR-5          |

## Галерея

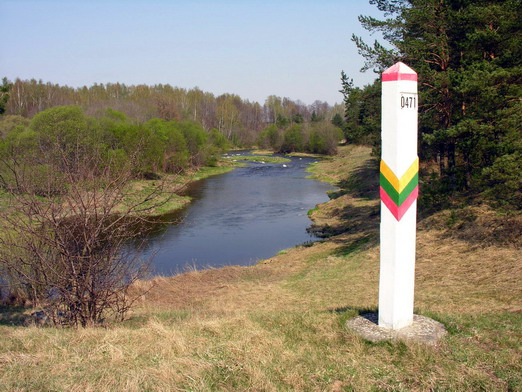
Литовський прикордонний стовб
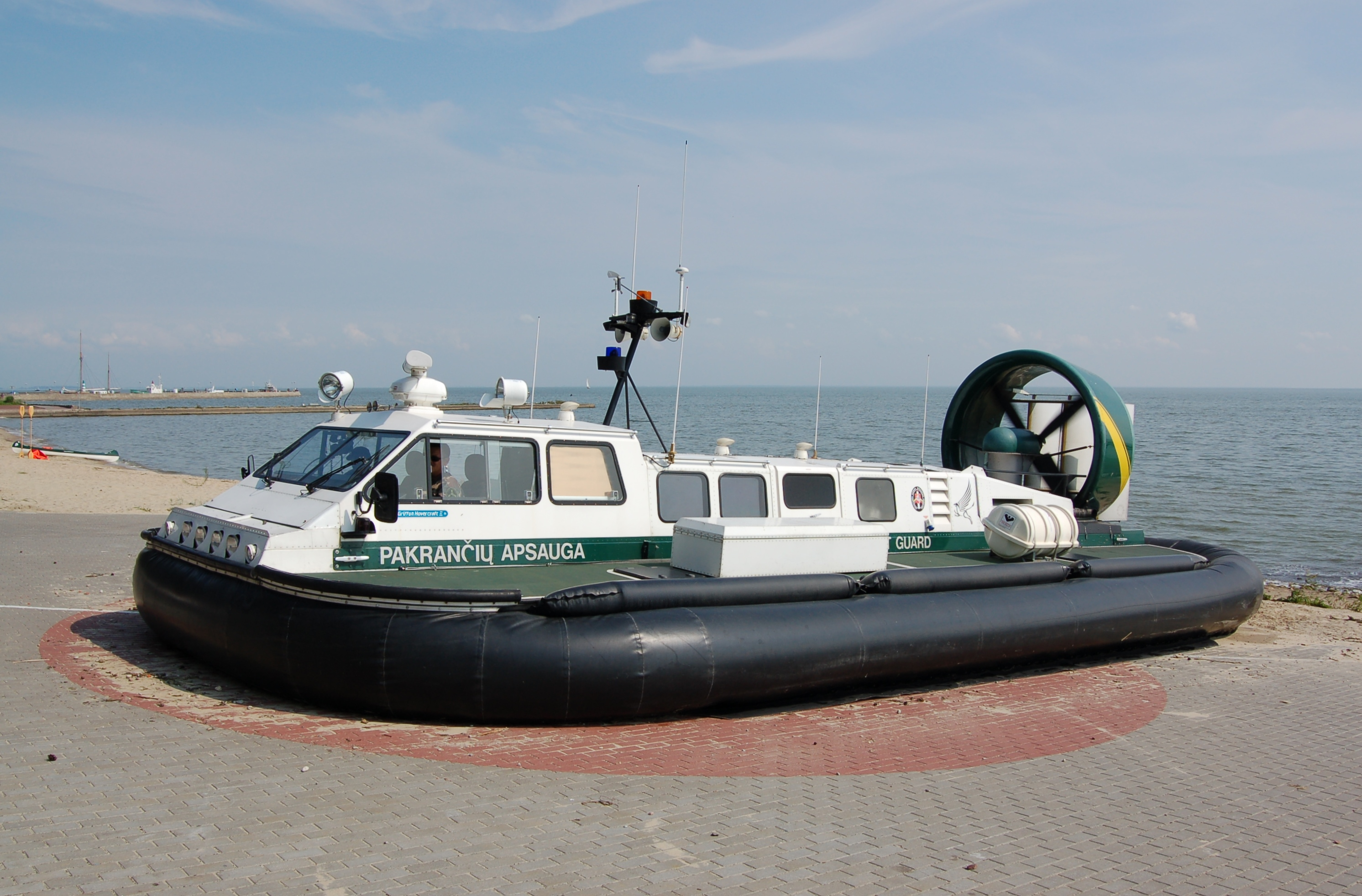
Катер на повітряній подушці Griffon 2000TD литовської берегової охорони
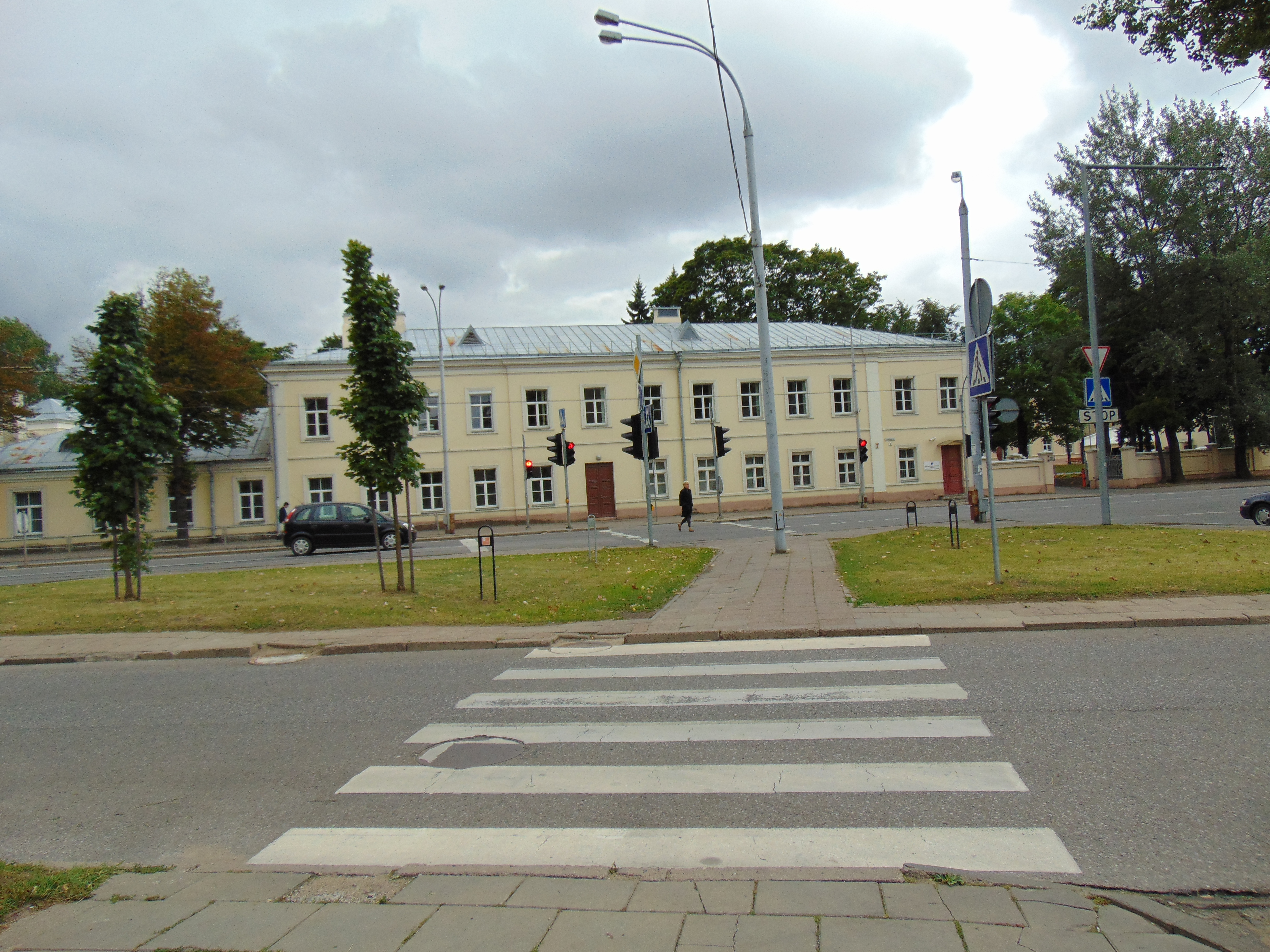
Головний офіс Державної служби прикордонної охорони
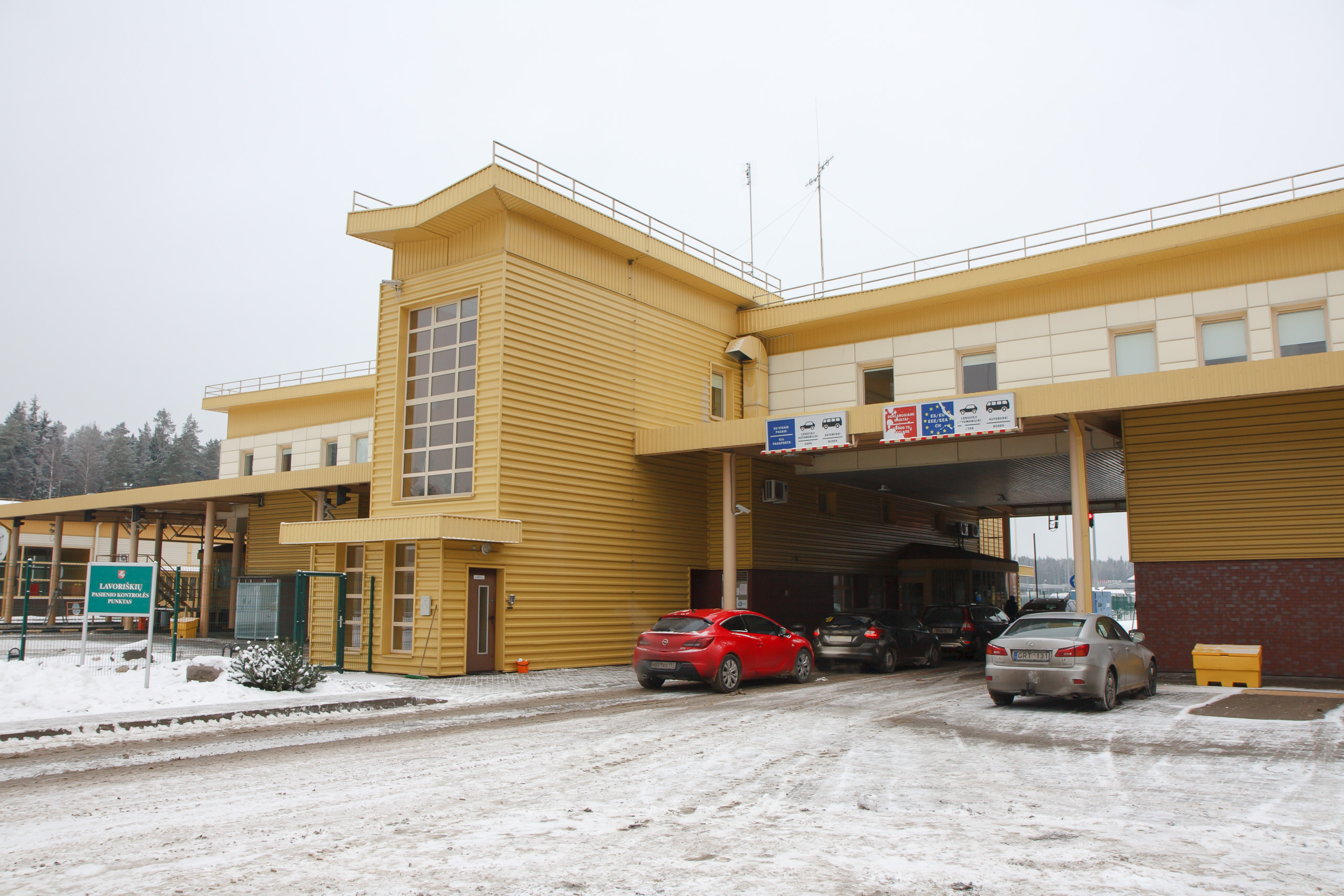
Пропускний пункт «Лаворішкес»